# Fairey Campania
Fairey Campania là một loại máy bay trinh sát và tuần tra của Anh trong Chiến tranh thế giới I và Nội chiến Nga.

## Biến thể
- F.16 - Rolls-Royce Eagle IV 250 hp (190 kW)
- F.17 - Rolls-Royce Eagle V 275 hp (205 kW) hoặc Eagle III 345 hp (257 kW)
- F.22 - Sunbeam Maori II 260 hp (194 kW)

## Quốc gia sử dụng
Anh Quốc
- Không quân Hoàng gia
- Cục Không quân Hải quân Hoàng gia

## Tính năng kỹ chiến thuật (F.22)
Dữ liệu lấy từ Fairey Aircraft since 1915
Đặc điểm tổng quát
- Kíp lái: 2
- Chiều dài: 43 ft 1 in (13,11 m)
- Sải cánh: 61 ft 7 in (18,77 m)
- Chiều cao: 15 ft 1 in (4,59 m)
- Diện tích cánh: 674,6 ft² (62,3 m²)
- Trọng lượng rỗng: 3.672 lb (1.669 kg)
- Trọng lượng có tải: 5.329 lb (2.422 kg)
- Trọng tải có ích: 666 lb (303 kg)
- Động cơ: 1 × Sunbeam Maori II kiểu động cơ V-12, làm mát bằng nước, 260 hp (194 kW)

 Hiệu suất bay 
- Vận tốc cực đại: 74 kn (85 mph, 137 km/h) trên mực nước biển
- Trần bay: 6.000 ft (1.981 m)
- Tải trên cánh: 7,90 lb/ft² (38,9 kg/m²)
- Công suất/trọng lượng: 0,049 hp/lb (0,080 kW/kg)
- Thời gian bay: 4 h 30 phút
- Lên độ cao 2000 ft (610m): 7 phút

Trang bị vũ khí

- Súng: 1 × súng máy Lewis.303 in (7,7 mm)
- Bom: 6 × quả bom 116 lb (53 kg).